# Dominique Bona

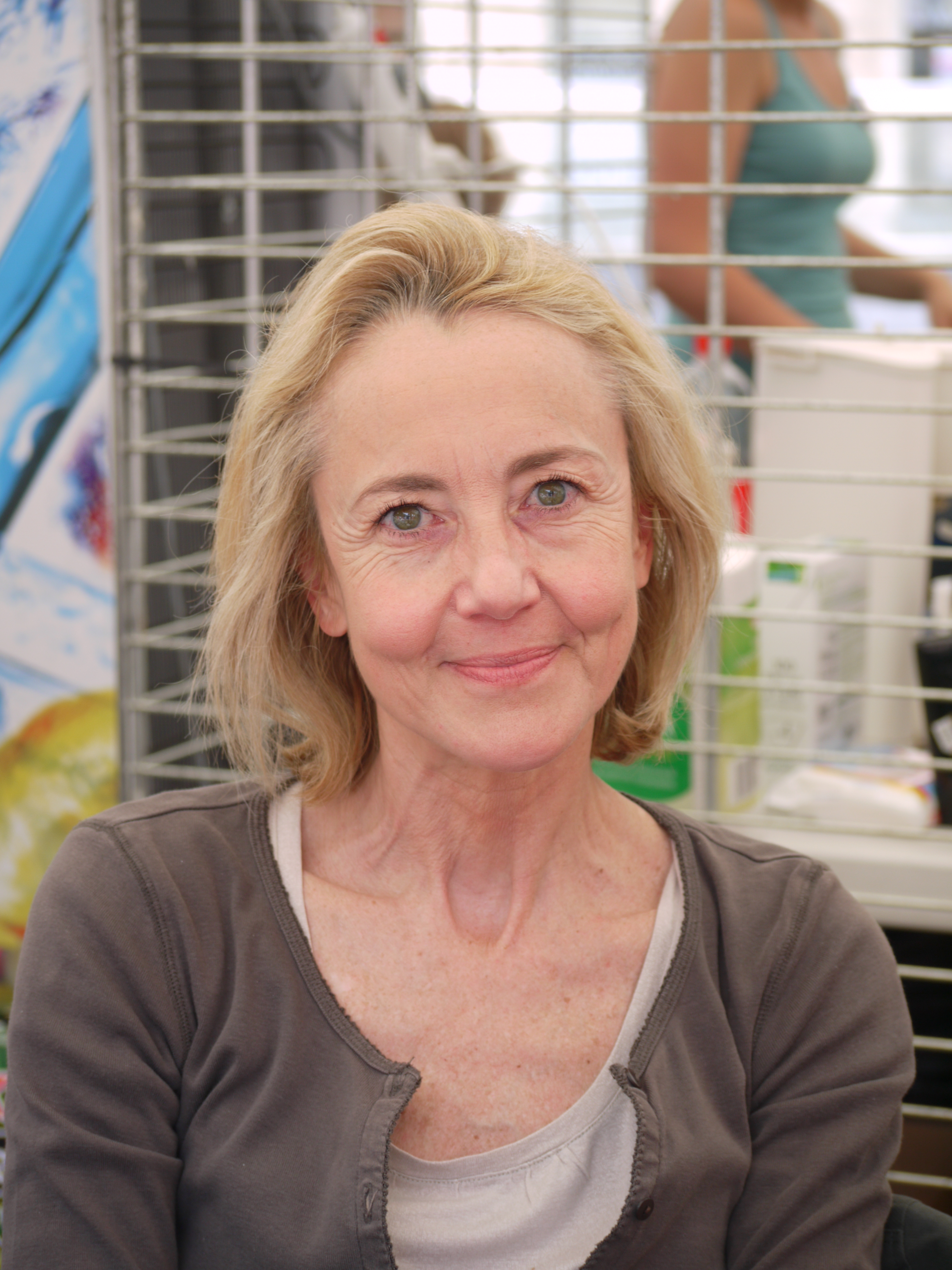
Dominique Bona en mayo de 2010

Dominique Bona (Perpiñán, 29 de julio de 1953) es una escritora francesa. Es miembro de la Academia Francesa desde el 18 de abril de 2013, ocupando el asiento número 33 que dejó vacante Michel Mohrt.

## Biografía
Descendiente de una familia catalana, hija de Arthur Conte, Dominique Bona estudió en el Victor Duruy y posteriormente en la Sorbona. Ha trabajado en France Culture y en France Inter (1976-1980). Ha sido periodista y crítica literaria escribiendo para el Quotidian de Paris (1980-1985) y en el Fígaro literario (desde 1985).
Recibió el Premio Renaudot en 1998 por Le Manuscrit de Port-Ébène y obtuvo también el Premio Mediterráneo por su libro Gala en 1994 y el Premio Interallié por Malika en 1992.
Dominique Bona fue elegida a la Academia Francesa el 18 de abril de 2013 para el asiento que fue de Michel Mohrt.

## Obra
- Les Heures volées, novela, Mercure de France, 1981.
- Argentina, novela, Mercure de France, 1984.
- Romain Gary, biografía, Mercure de France, 1987 - Gran Premio de biografía de la Academia Francesa.
- Les Yeux noirs ou « les vies extraordinaies des sœurs Hérédia », biografía, Lattès, 1989 - Grand Prix de la Femme, Alain Boucheron, Prix de l'Enclave des Papes, Prix Lutèce, Prix des Poètes français.
- Malika, novela, Mercure de France, 1992 - Premio Interallié
- Gala, biografía, Flammarion, 1994.
- Stefan Zweig, l'ami blessé, biografía, Plon, 1996.
- Le Manuscrit de Port-Ébène, novela, Grasset, 1998 - Prix Renaudot
- Berthe Morisot, le secret de la femme en noir, biografía, Grasset, 2000 - Beca Goncourt de la biografía, Prix Bernier de l'Académie des Beaux-Arts.
- Il n'y a qu'un amour, novela, Grasset, 2003 - Obra sobre André Maurois y sus amores.
- La Ville d'hiver, novela, Grasset, 2005.
- Camille et Paul : La passion Claudel, biografía, Grasset, 2006.
- Clara Malraux, biografía, Grasset, 2010.
- Stefan Zweig (Bona), biografía, Grasset, 2010.
- Deux sœurs: Yvonne et Christine Rouart, musas del "impresionismo", Grasset, 2012 - Premio especial Simone-Veil 2012